# Abdu-Fisch
Der Abdu-Fisch (auch Abdju-Fisch oder Abydos-Fisch) ist ein nicht identifizierter Speisefisch, der eine besondere Rolle in der ägyptischen Mythologie spielte.

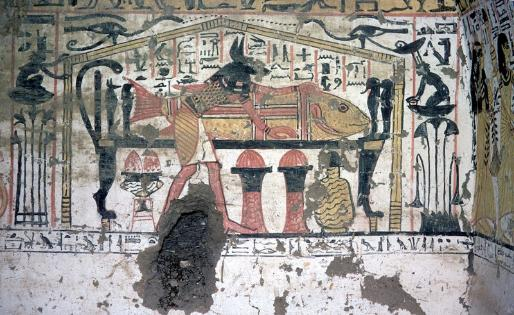
Als Abdu-Fisch mumifizierte Leiche

Zusammen mit dem Ant-Fisch geleitete er mitunter die Sonnenbarke und wachte über das Wasser. Seine Aufgabe war es, das Herannahen des Schlangenfeindes zu melden. Der Sonnengott selbst wurde manchmal selbst als „großer Abdu-Fisch“ bezeichnet.
Möglicherweise hatte der Fisch auch eine besondere Bedeutung im ägyptischen Totenglauben. Der Abdu wurde wegen der Namensähnlichkeit zu Abydos vereinzelt mit Osiris in Verbindung gebracht. In einigen thebanischen Gräbern der Ramessidenzeit (z. B. Grab des Chabechnet) ist die osirisgleiche Mumie als Abdu-Fisch auf der Bahre eingewickelt. Der Fisch wurde ähnlich wie der Frosch als geheimnisvolles Lebenssymbol verwendet und galt als Gestaltung des Osiris, welcher selbst gelegentlich die Rolle des „Untergetauchten“ übernahm.
In hellenistischer Zeit wurden Oxyrhynchos-Fische über der Mumie des Toten dargestellt. Nach Hans Bonnet wäre es denkbar, dass der Abdu-Fisch schon in früherer Zeit ähnlich abgebildet wurde und im Laufe der Zeit die Oxyrhynchos-Form annahm. Der Tote wollte damit vermutlich den Wunsch ausdrücken, die Sonne zu schauen, während nach Wilhelm Spiegelberg die Fische nur eine Gestalt der Seele darstellten.